# Junior Messias
Junior Walter Messias (ur. 13 maja 1991 w Belo Horizonte) – brazylijski piłkarz występujący na pozycji napastnika we włoskim klubie Genoa CFC. Wychowanek Cruzeiro, w trakcie swojej kariery grał także w takich zespołach, jak Casale, Chieri, Gozzano Crotone oraz AC Milan.